# アヴァンギャルド・チロル
アヴァンギャルド・チロル (Avantgarde Tirol) は、オーストリアのゼーフェルトで行われていた、若手作曲家のための現代音楽の夏期講習会である。

## 概要

### シュヴァツ時代
厳密な講習会名は「Avantgarde Tirol Internationale Akademie für Neue Komposition und Audio-Art （アヴァンギャルド・チロル 新しい作曲と音響芸術のための国際芸術院）」である。
ボグスワフ・シェッフェルの高齢に伴い、公的機関で作曲の指導が不可能になるのを惜しんだオーストリアの人々が1993年に立ち上がり、「小規模であっても、彼の教えを乞う若手作曲家の育成」を目標に、当初はシュヴァツ市で発起し、「アヴァンギャルド・シュヴァツ」と呼ばれた。
発足時は、器楽作曲をボグスワフ・シェッフェル、電子音響作曲をマレク・ホゥオニェフスキが担当し、後に多くの彼の弟子がこのアカデミーの講師に関わった。招待される演奏家も地元の人々中心から、アルディッティ弦楽四重奏団、ヘート・トリオ、マークス・ヴァイスなどの国際的なメンバーを招致できるまで発展した。

### ゼーフェルト時代
当初は毎年行っていたが、講習会で行われるシェッフェルの新作の規模が大きくなり、2001年には新作交響詩の上演準備に伴い経費を圧迫して休会に陥った。「或る町の一生」は無事その後上演できたものの、シュヴァツ市でクラングシュプーレン・シュヴァツとアヴァンギャルド・シュヴァツという二つの現代音楽イヴェントを行うには財政上の問題から不可能になり、2003年に正式にシュヴァツ市との提携を解消した。その後2005年にはゼーフェルト市に業務が引き継がれて、講習会名も「アヴァンギャルド・チロル」に変更して、運営が再スタートしている。
2014年度をもって閉会となった。

## 招待作曲家一覧
- 第1回 1993
  - Philip Croydon - イギリス
  - Norbert Hoffmann - オーストリア-ドイツ
  - Krzysztof Kostrzewa - ポーランド
  - Andrea Pensado - アルゼンチン
  - Joanna Stępalska-Spix - ポーランド-ドイツ
  - Christine Ohnesorge - オーストリア
  - Hans Wechselberger - オーストリア

- 第2回 1994
  - Mehdi Mengjiqi - コソボ
  - Marcel Chyrszynski - ポーランド
  - Norbert Hoffmann - オーストリア-ドイツ
  - Marianne Penz-van Stappershoef -　オーストリア-オランダ
  - （あと一名不明）イタリア
  - Soo-Jung Shin - 韓国-ドイツ

- 第3回 1995
  - Anna Maria Dudzinska - ポーランド
  - Lukasz Hodor - ポーランド
  - Kerri Kotta - エストニア
  - Mathis Nitschke - ドイツ
  - Yen Pey-Wen - 台湾
  - Ming Wang - 台湾

- 第4回 1996
  - Günther Friesinger  - オーストリア
  - Grainne Mulvey - アイルランド
  - Janis Petraskevics - ラトヴィア
  - Marek Piacek - スロヴァキア
  - Marek Ostafil - ポーランド
  - Manuel de Roo - オランダ-ポーランド
  - Helmut Stoiber - オーストリア
  - Ewa Trebacz - ポーランド

- 第5回 1997
  - Magdalena Buchwald - ポーランド
  - Perikles Douvitsas - ギリシア
  - Marian Ingoldsby - アイルランド
  - Igor Karaca - ボスニア・ヘルツェゴヴィナ
  - Ivan Nebesnyj - ウクライナ
  - Lisa Reim - イギリス
  - Sokol Shupo - アルバニア
  - Barton Staggs - オーストラリア
  - Michael Wahlmüller - オーストリア

- 第6回 1998
  - Dong Hyon Choi - 韓国-イギリス
  - Hartwig Hochmair - オーストリア
  - Norbert Palej - ポーランド
  - Zibuokle Martinaityte - リトアニア
  - Predrag Milojkovic - ユーゴスラヴィア
  - Leilei Tian - 中国-フランス
  - Athanasia Tzanou - ギリシア

- 第7回 1999
  - Igor Gromadsky - ウクライナ
  - Cristian Aurelian Lolea - ルーマニア
  - Heribert Michael Trippolt - オーストリア
  - Suzanne Farrin - アメリカ合衆国
  - Bernd Richard Deutsch - オーストリア
  - Etienne van Rensburg - 南アフリカ共和国
  - Dietmar Hellmich - オーストリア

- 第8回 2000
  - Andrey Bondarenko - ウクライナ
  - Bert van Herck - ベルギー
  - パナヨティス・ココラス - ギリシア出身 - 当時在イギリス
  - Tatjana Milosevic - ユーゴスラヴィア
  - Ji-young Oh - オーストリア-韓国
  - Yinsun Yu - オーストリア-韓国
  - Antonio Zimmerman - アルゼンチン

- 第9回 2002
  - Alexander Zimmermann - オーストリア
  - Marios Joannou Elia- キプロス-オーストリア
  - Svitlana Azarova - ウクライナ
  - Robert Keller - オーストリア
  - Bojana Saljić - スロヴェニア
  - Konrad Tomanek - ポーランド
  - Ayse Onder - アメリカ-トルコ
  - Greg Thompson - アメリカ
  - Astrid Schwarz - オーストリア

- 第10回 2006
  - Petr Bakla - チェコ
  - Nataliya Cherniy - ウクライナ-ポーランド
  - Ji Young Kang - 韓国-ドイツ
  - Eun-Joo Lee - 韓国-ドイツ
  - Kentaro Noda - 日本
  - Tomi Räisänen - フィンランド
  - Roberto Rusconi - イタリア

- 第11回 2007
  - Amit Gilutz - イスラエル
  - Hikari Kiyama - 日本
  - Jeongkyu Park - 韓国
  - Jee Soo Shin - 韓国
  - Manuela Kerer - 南チロル/イタリア
  - Mateusz Kobiałka - ポーランド
  - David Raymont Bremner - アイルランド
- 第12回 2008
- 第13回 2009
- 第14回 2010
- 第15回 2011
- 第16回 2014